# VW Sharan I
| Sterne im Euro-NCAP-Crashtest (1999) |

Der VW Sharan ist eine Großraumlimousine von Volkswagen, die in Kooperation mit Ford entwickelt wurde. Die weitgehend baugleichen Fahrzeuge VW Sharan, Seat Alhambra und der bis Anfang 2006 gebaute Ford Galaxy sind Großraumlimousinen, mit denen die Hersteller insbesondere Familien ansprechen.

## Modellgeschichte

### Allgemeines
1991 entschlossen sich Ford und Volkswagen, ein Joint-Venture zu gründen, um Fahrzeuge im Segment der Großraumlimousinen anbieten zu können. Ziel der Produktion war es, die beiden Konzerne in dem immer wichtiger werdenden Marktsegment deutlich zu positionieren und so den als klassische Zielgruppe der Marken angesehenen Käuferkreis der jungen Familien anzusprechen.
Beiden Unternehmen waren die Entwicklungskosten und Investitionen in das nötige neue Werk zu hoch, um sie allein zu tragen. Sie gründeten daher in Palmela (Portugal) die Autoeuropa Automóveis, Lda. (GmbH), an der sich Ford und VW je zur Hälfte beteiligten.
1998 wurde der Sharan erstmals geringfügig überarbeitet. Zu erkennen sind diese Modelle an den moderneren, vom Golf IV übernommenen Spiegeln sowie einer neuen Schalttafel im Innenraum, die nicht mehr von Ford stammt.

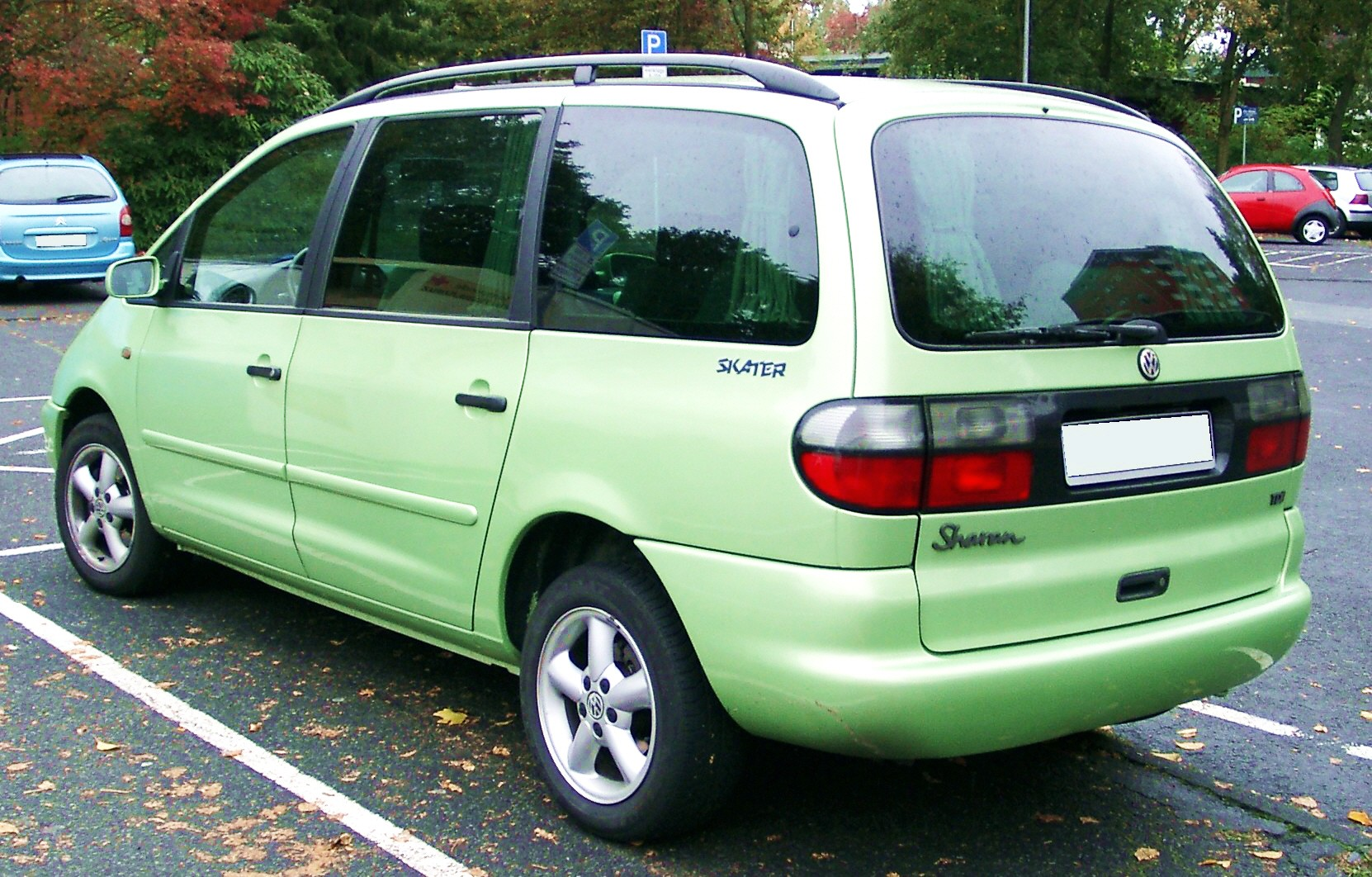
Heckansicht („Skater“)
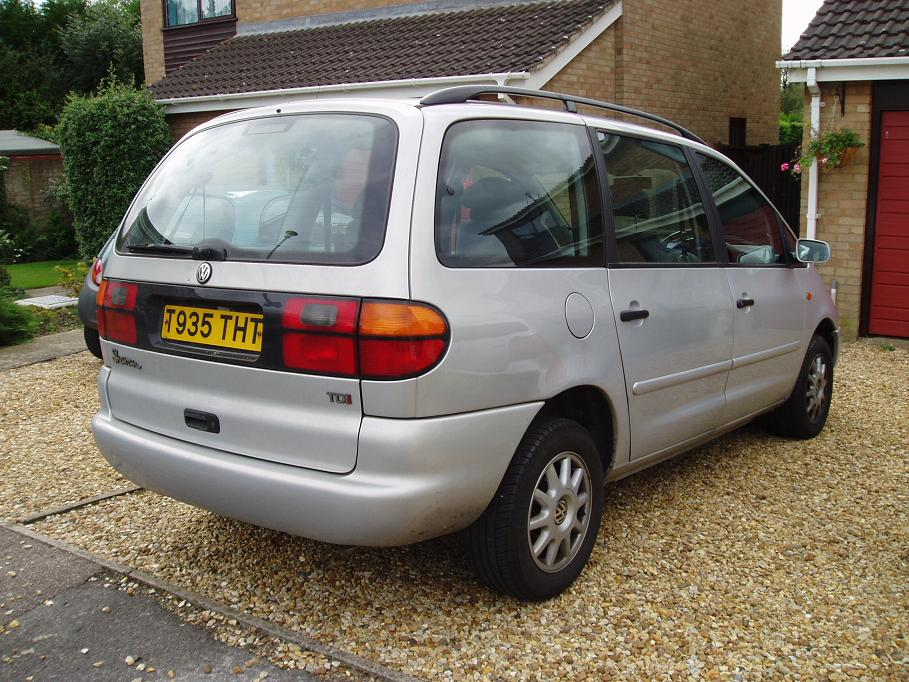
Heckansicht („Carat“)
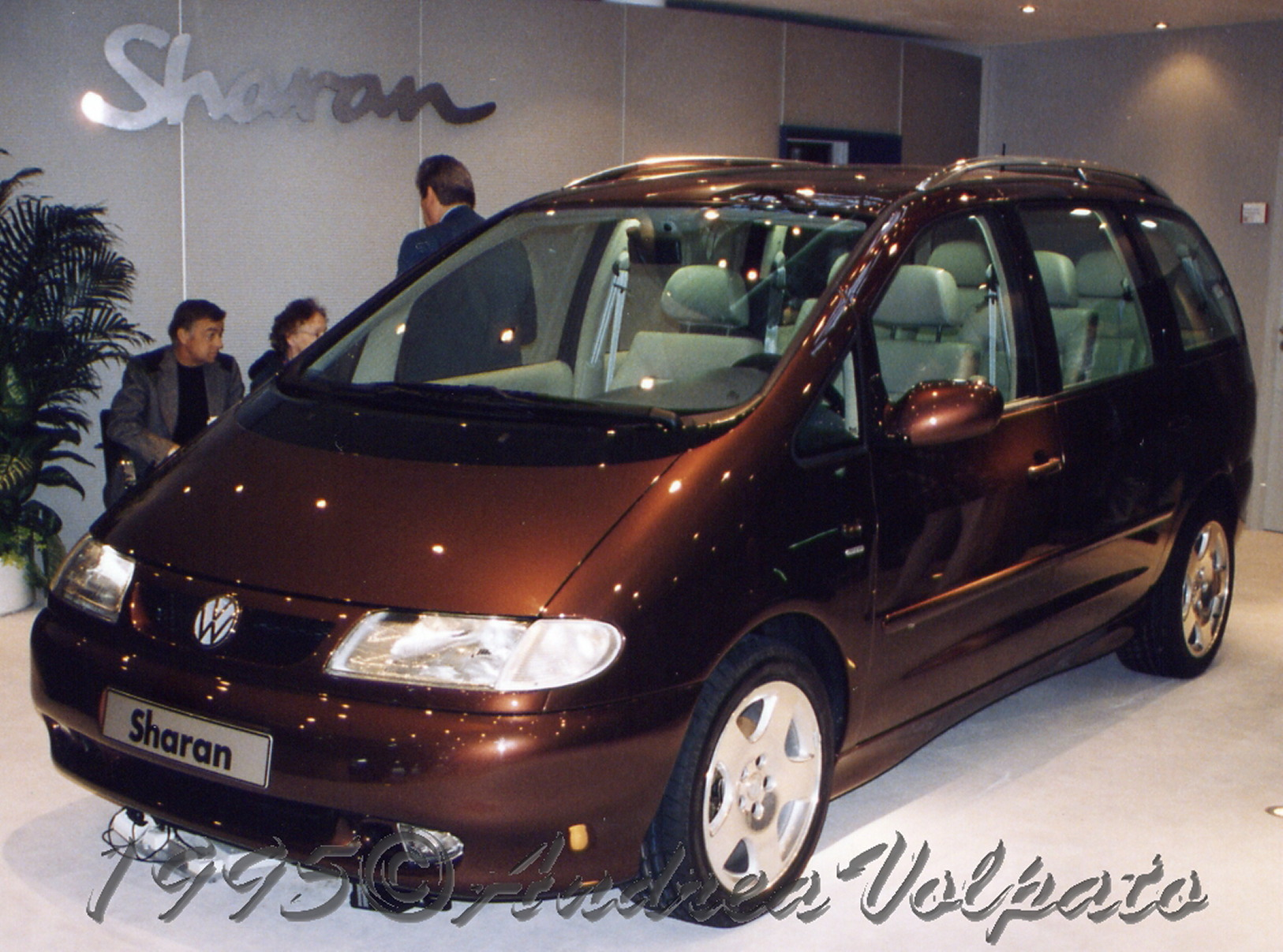
VW Sharan im Genfer Auto-Salon 1995
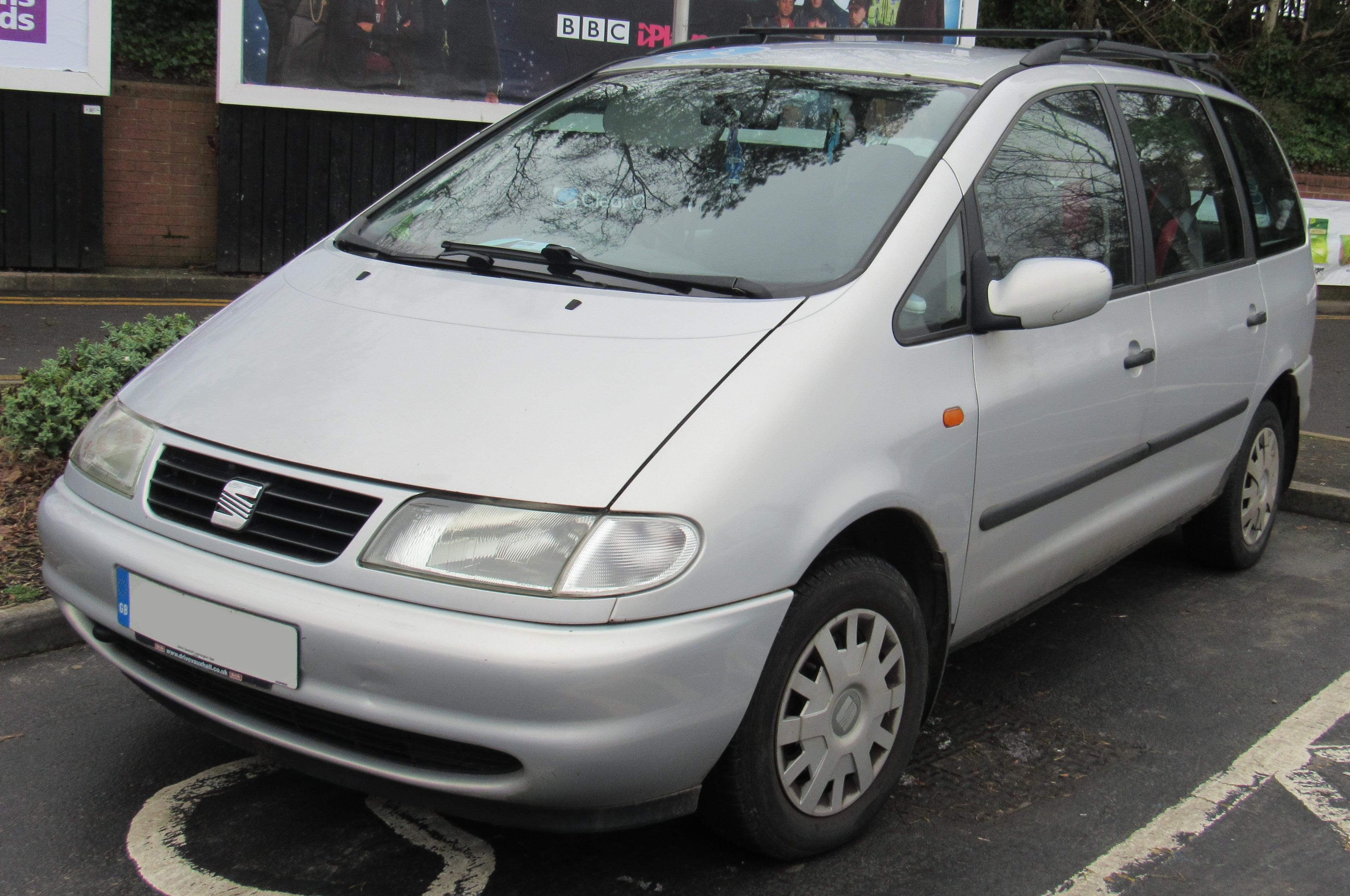
Seat Alhambra (1996–2000)
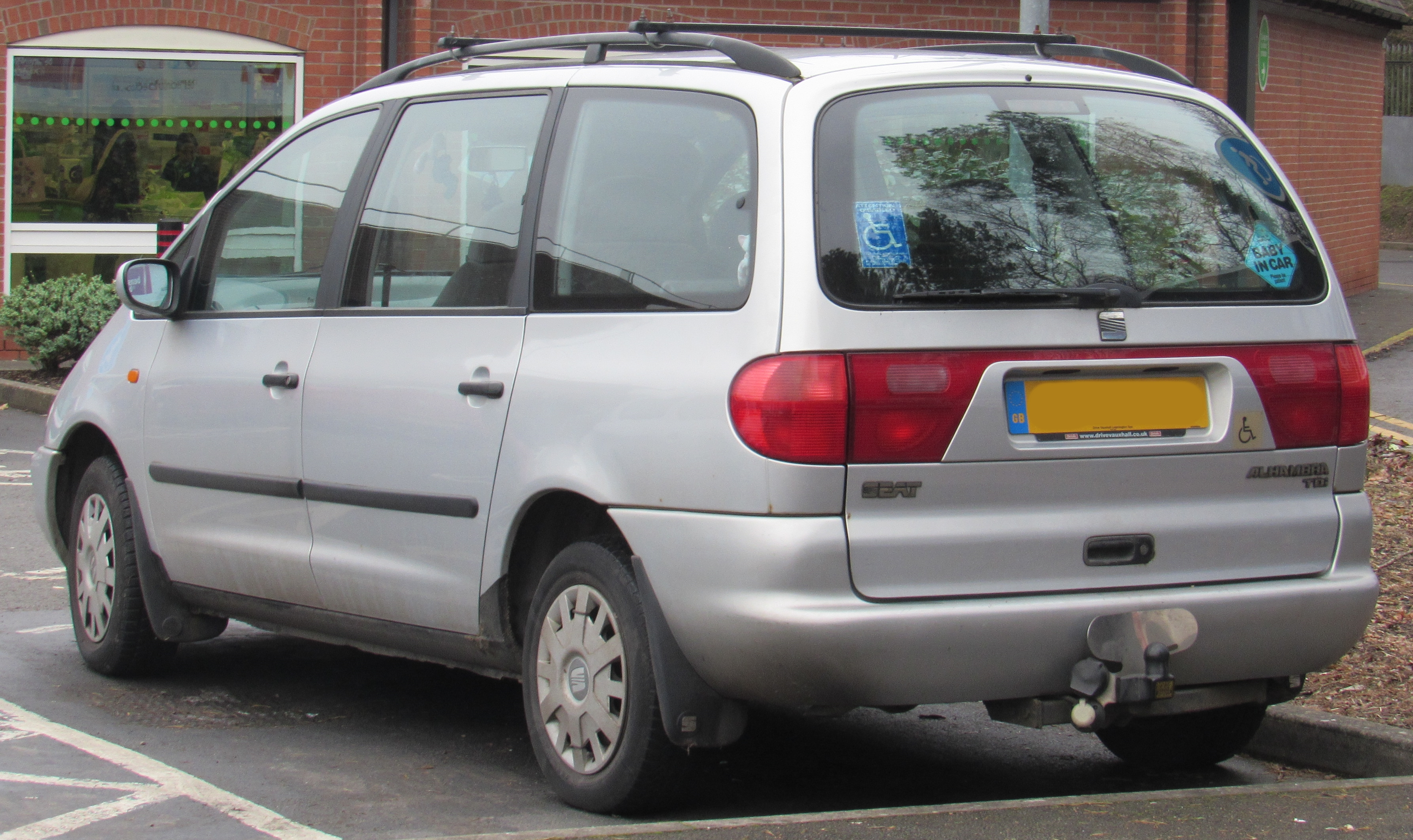
Heckansicht

### Modellpflege
Erst nach der ersten Überarbeitung im Mai 2000 (Seat Alhambra im Juli 2000) für das Modelljahr 2001 passte sich die äußere und innere Gestaltung des Sharan an Golf und Passat an und beim Alhambra an die des Seat Leon und Toledo, zugleich auch an das inzwischen bei Ford dominierende New-Edge-Design.
Ende 2004 gab es (nur beim VW Sharan) ein weiteres Facelift für das Modelljahr 2005, was unter anderem an geänderten Rückleuchten, Seitenblinkern im Spiegel und Chromumrandung am Kühlergrill zu erkennen war.

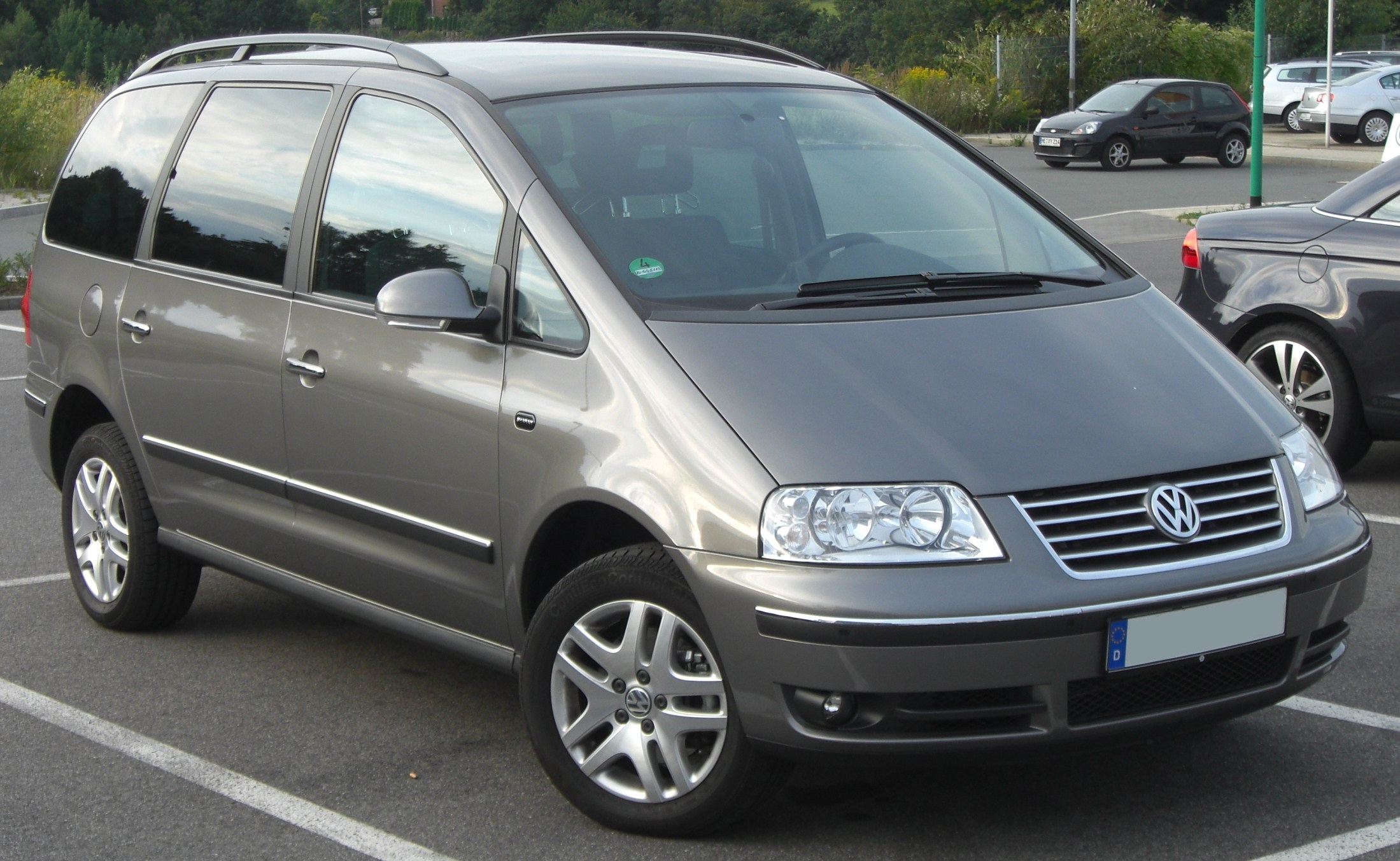
VW Sharan (2004–2010)
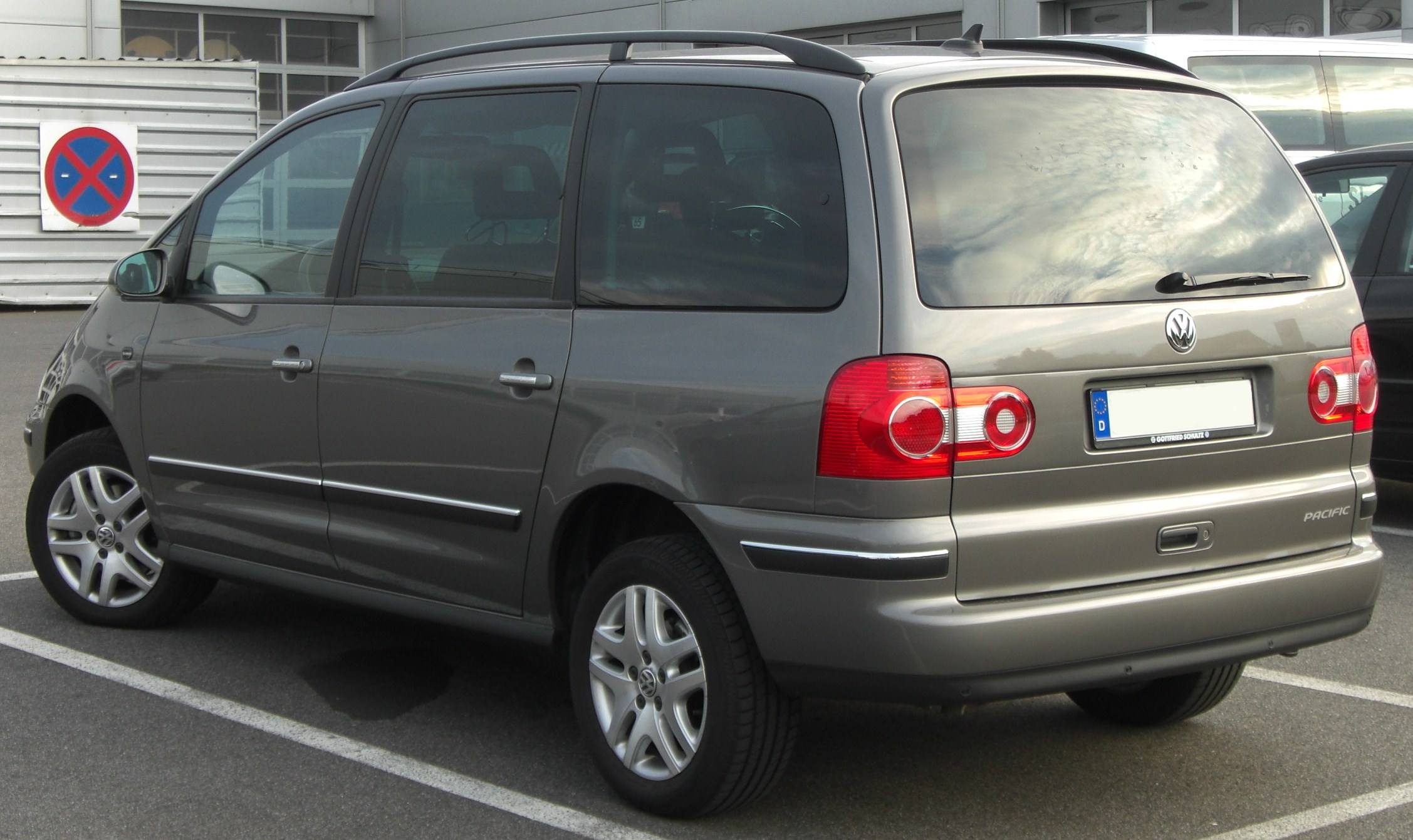
Heckansicht
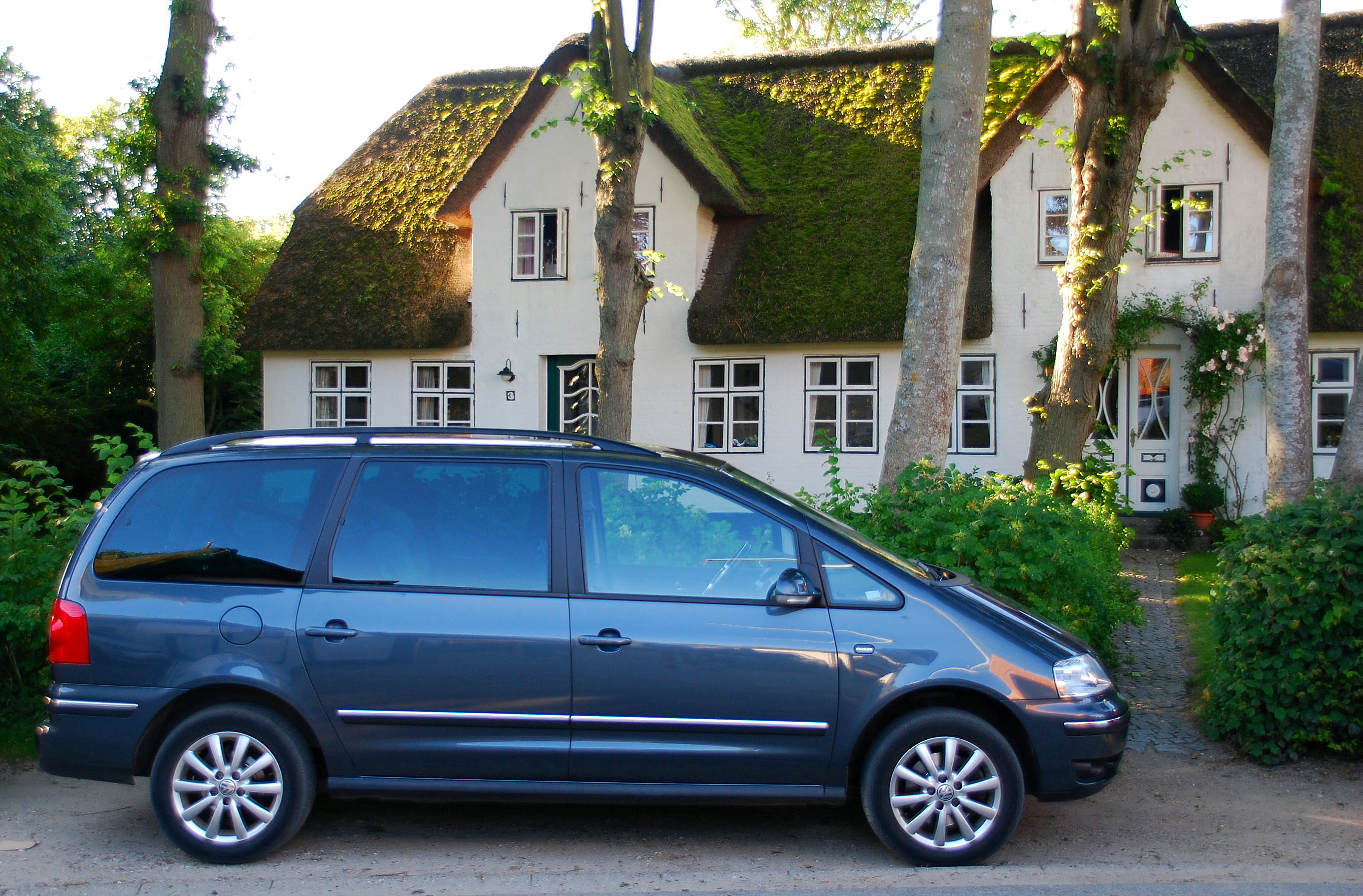
VW Sharan IB im Profil (2006)

Im Oktober 2005 folgte beim Seat Alhambra eine weitere geringfügige Überarbeitung für das Modelljahr 2006, die (auch für den VW Sharan) einen neuen 2,0-l-Dieselmotor mit Rußpartikelfilter beinhaltete. Äußerlich ist diese Variante an dem zentral angebrachten Schriftzug „Alhambra“ auf der Heckklappe zu erkennen.

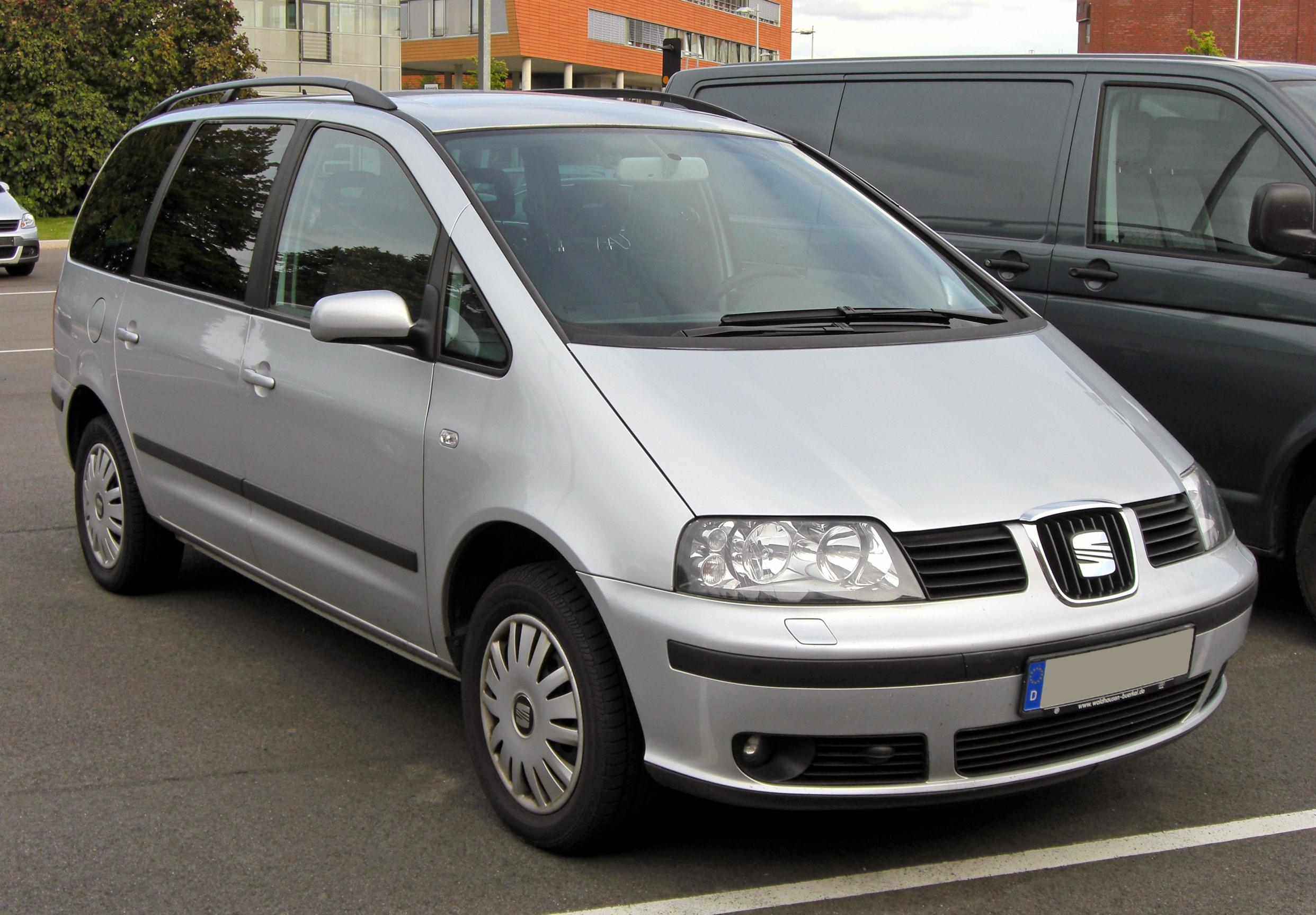
Seat Alhambra (2000–2005)
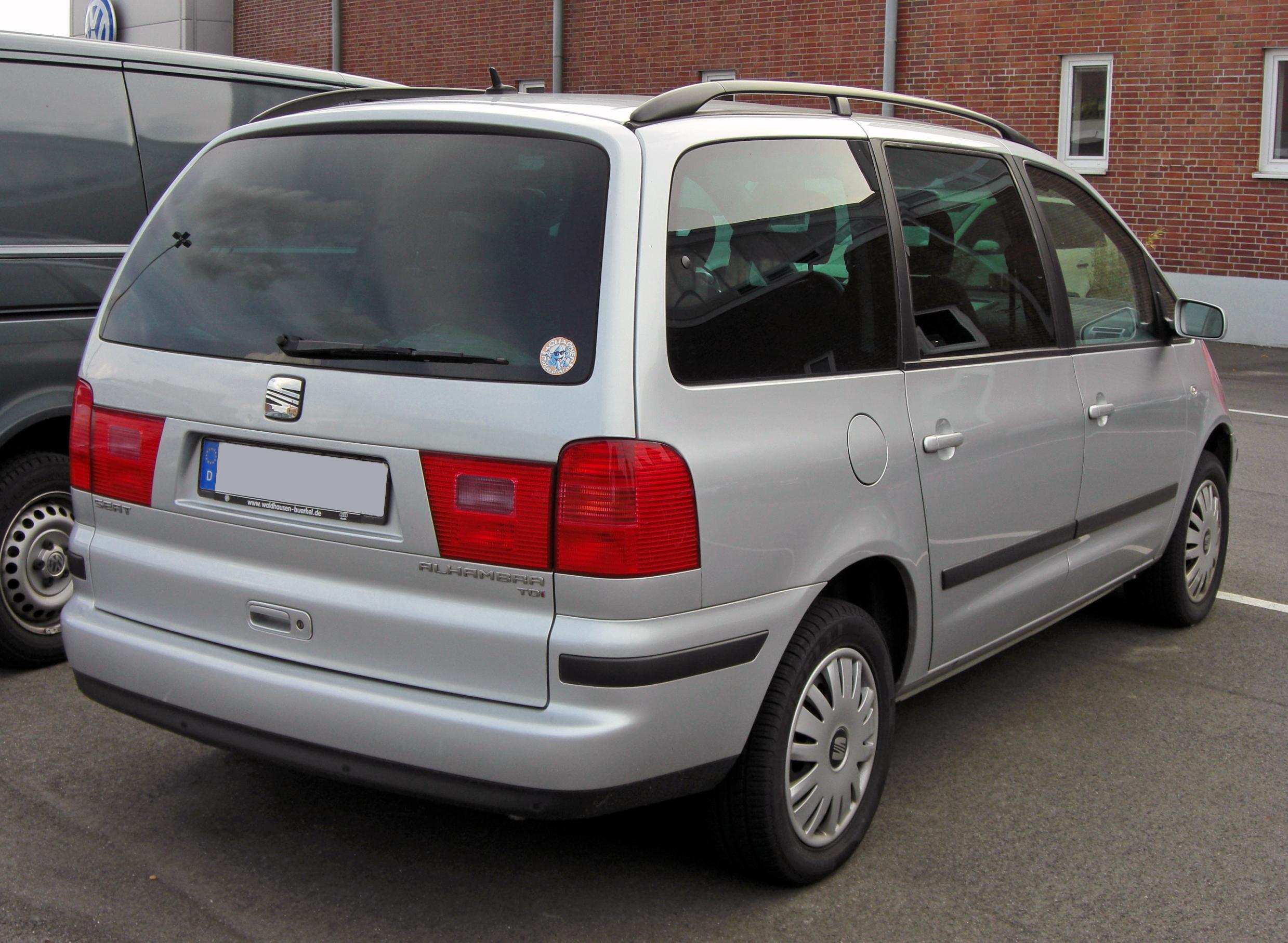
Heckansicht
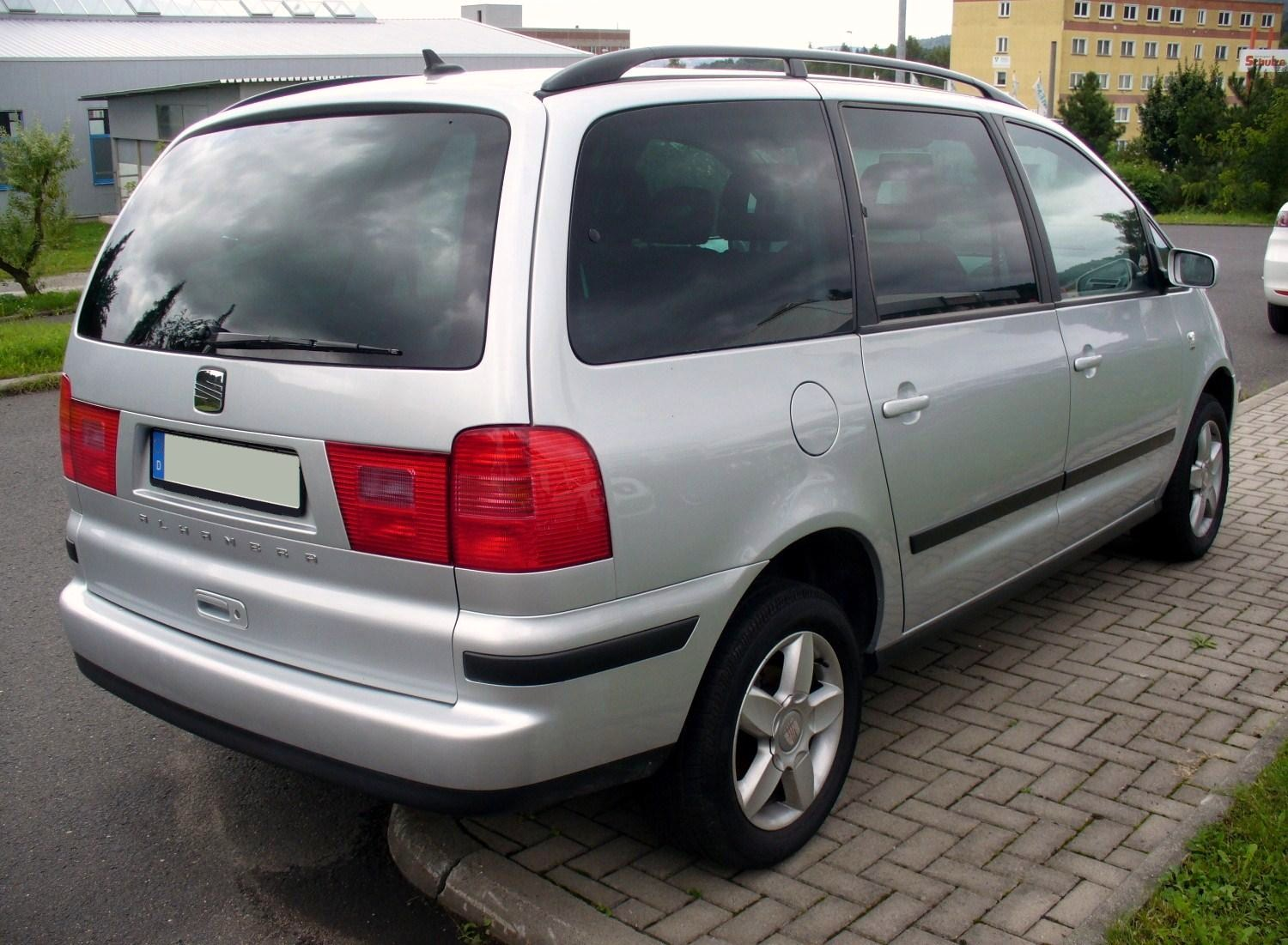
Seat Alhambra (2005–2010)

## Technische Daten

### Ottomotoren
|                                             | 1.8 T                      | 1.8 T                      | 2.0                        | 2.0                        | 2.0 LPG (1)           | 2.8 VR6 (2)                    | 2.8 V6                            |
| ------------------------------------------- | -------------------------- | -------------------------- | -------------------------- | -------------------------- | --------------------- | ------------------------------ | --------------------------------- |
| Bauzeitraum                                 | 11/1997–02/2000            | 06/2000–08/2010            | 09/1995–02/2000            | 05/2000–08/2010            | 04/2006–08/2010       | 09/1995–02/2000                | 05/2000–08/2010                   |
| Motorkenndaten                              |                            |                            |                            |                            |                       |                                |                                   |
| Motorkennbuchstaben                         | AJH                        | AWC                        | ADY                        | ATM                        | ATM                   | AAA, AMY                       | AYL                               |
| Motortyp                                    | R4-Ottomotor               | R4-Ottomotor               | R4-Ottomotor               | R4-Ottomotor               | R4-Ottomotor          | VR6-Ottomotor                  | VR6-Ottomotor                     |
| Anzahl Ventile pro Zylinder                 | 5                          | 5                          | 2                          | 2                          | 2                     | 2                              | 4                                 |
| Ventilsteuerung                             | DOHC, Zahnriemen           | DOHC, Zahnriemen           | OHC, Zahnriemen            | OHC, Zahnriemen            | OHC, Zahnriemen       | 2 × OHC, Kette                 | 2 × DOHC, Kette                   |
| Gemischaufbereitung                         | Saugrohreinspritzung       | Saugrohreinspritzung       | Saugrohreinspritzung       | Saugrohreinspritzung       | Saugrohreinspritzung  | Saugrohreinspritzung           | Saugrohreinspritzung              |
| Motoraufladung                              | Turbolader, Ladeluftkühler | Turbolader, Ladeluftkühler | –                          | –                          | –                     | –                              | –                                 |
| Kühlung                                     | Wasserkühlung              | Wasserkühlung              | Wasserkühlung              | Wasserkühlung              | Wasserkühlung         | Wasserkühlung                  | Wasserkühlung                     |
| Bohrung × Hub                               | 81,0 mm × 86,4 mm          | 81,0 mm × 86,4 mm          | 82,5 mm × 92,8 mm          | 82,5 mm × 92,8 mm          | 82,5 mm × 92,8 mm     | 81,0 mm × 90,3 mm              | 81,0 mm × 90,3 mm                 |
| Hubraum                                     | 1781 cm³                   | 1781 cm³                   | 1984 cm³                   | 1984 cm³                   | 1984 cm³              | 2792 cm³                       | 2792 cm³                          |
| Verdichtungsverhältnis                      | 9,5:1                      | 9,5:1                      | 10,0:1                     | 10,5:1                     | 10,5:1                | 10,0:1                         | 10,75:1                           |
| max. Leistung bei min−1                     | 110 kW (150 PS) /5700      | 110 kW (150 PS) /5800      | 85 kW (115 PS) /5000       | 85 kW (115 PS) /5200       | 77 kW (104 PS) /5200  | 128 kW (174 PS) /5800          | 150 kW (204 PS) /6200             |
| max. Drehmoment bei min−1                   | 210 Nm /1750–4600          | 220 Nm /1800–4300          | 170 Nm /2400               | 170 Nm /2600               | 149 Nm /2600          | 235 Nm (3) /4200               | 265 Nm /3400                      |
| Abgasnorm                                   | Euro 2                     | Euro 4                     | Euro 2                     | Euro 4                     | Euro 4                | Euro 2                         | Euro 4                            |
| Kraftübertragung                            |                            |                            |                            |                            |                       |                                |                                   |
| Antrieb, serienmäßig                        | Vorderradantrieb           | Vorderradantrieb           | Vorderradantrieb           | Vorderradantrieb           | Vorderradantrieb      | Vorderradantrieb               | Vorderradantrieb                  |
| Antrieb, optional                           | –                          | –                          | –                          | –                          | –                     | Allradantrieb                  | Allradantrieb                     |
| Getriebe, serienmäßig                       | 5-Gang-Schaltgetriebe      | 6-Gang-Schaltgetriebe      | 5-Gang-Schaltgetriebe      | 6-Gang-Schaltgetriebe      | 6-Gang-Schaltgetriebe | 5-Gang-Schaltgetriebe          | 6-Gang-Schaltgetriebe             |
| Getriebe, optional                          | 4-Stufen-Automatikgetriebe | 5-Stufen-Tiptronic         | 4-Stufen-Automatikgetriebe | 4-Stufen-Automatikgetriebe | –                     | 4-Stufen-Automatikgetriebe     | 5-Stufen-Tiptronic (4)            |
| Messwerte (5)                               |                            |                            |                            |                            |                       |                                |                                   |
| Höchstgeschwindigkeit                       | 194 km/h (189 km/h)        | 199 km/h (195 km/h)        | 177 km/h (172 km/h)        | 177 km/h (173 km/h)        | 174 km/h              | 199 km/h (195 km/h) [193 km/h] | 217 km/h (212 km/h) [214 km/h]    |
| Beschleunigung, 0–100 km/h                  | 12,0 s (12,8 s)            | 10,9 s (12,1 s)            | 15,4 s (17,2 s)            | 15,2 s (17,2 s)            | 16,0 s                | 11,0 s (13,2 s) [13,8 s]       | 9,9 s (10,4 s) [10,3 s]           |
| Kraftstoffverbrauch auf 100 km (kombiniert) | 10,1 l S (11,9 l S)        | 9,4 l S (10,2 l S)         | 9,9 l S (11,6 l S)         | 9,4 l S (10,4 l S)         | 13,0 kg               | 11,8 l S (12,9 l S) [13,6 l S] | 10,5 l SP (11,4 l SP) [11,0 l SP] |
| CO2-Emission (kombiniert)                   | 242 g/km (286 g/km)        | 226 g/km (245 g/km)        | 238 g/km (278 g/km)        | 226 g/km (250 g/km)        | k. A. g/km            | 283 g/km (310 g/km) [326 g/km] | 252 g/km (274 g/km) [264 g/km]    |

Die Verfügbarkeit der Motoren war von Modell, Ausstattung und Markt abhängig.

### Dieselmotoren
|                                             | 1.9 TDI                    | 1.9 TDI                    | 1.9 TDI (1)                | 1.9 TDI (2)                | 1.9 TDI (3)                    | 1.9 TDI (4)                | 1.9 TDI                    | 2.0 TDI (5)                | 2.0 TDI BlueMotion (6)     |
| ------------------------------------------- | -------------------------- | -------------------------- | -------------------------- | -------------------------- | ------------------------------ | -------------------------- | -------------------------- | -------------------------- | -------------------------- |
| Bauzeitraum                                 | 09/1995–07/1996            | 08/1996–02/2000            | 12/1996–02/2000            | 01/1999–04/2006            | 05/2000–08/2010                | 10/2002–11/2005            | 01/2005–05/2007            | 11/2005–08/2010            | 04/2008–08/2010            |
| Motorkenndaten                              |                            |                            |                            |                            |                                |                            |                            |                            |                            |
| Motorkennbuchstaben                         | 1Z                         | AHU                        | AFN, AVG                   | ANU                        | AUY, BVK                       | ASZ                        | BTB                        | BRT                        | BRT                        |
| Motortyp                                    | R4-Dieselmotor             | R4-Dieselmotor             | R4-Dieselmotor             | R4-Dieselmotor             | R4-Dieselmotor                 | R4-Dieselmotor             | R4-Dieselmotor             | R4-Dieselmotor             | R4-Dieselmotor             |
| Anzahl Ventile pro Zylinder                 | 2                          | 2                          | 2                          | 2                          | 2                              | 2                          | 2                          | 2                          | 2                          |
| Ventilsteuerung                             | OHC, Zahnriemen            | OHC, Zahnriemen            | OHC, Zahnriemen            | OHC, Zahnriemen            | OHC, Zahnriemen                | OHC, Zahnriemen            | OHC, Zahnriemen            | OHC, Zahnriemen            | OHC, Zahnriemen            |
| Gemischaufbereitung                         | Direkteinspritzung         | Direkteinspritzung         | Direkteinspritzung         | Pumpe-Düse-System          | Pumpe-Düse-System              | Pumpe-Düse-System          | Pumpe-Düse-System          | Pumpe-Düse-System          | Pumpe-Düse-System          |
| Motoraufladung                              | Turbolader, Ladeluftkühler | Turbolader, Ladeluftkühler | Turbolader, Ladeluftkühler | Turbolader, Ladeluftkühler | Turbolader, Ladeluftkühler     | Turbolader, Ladeluftkühler | Turbolader, Ladeluftkühler | Turbolader, Ladeluftkühler | Turbolader, Ladeluftkühler |
| Kühlung                                     | Wasserkühlung              | Wasserkühlung              | Wasserkühlung              | Wasserkühlung              | Wasserkühlung                  | Wasserkühlung              | Wasserkühlung              | Wasserkühlung              | Wasserkühlung              |
| Bohrung × Hub                               | 79,5 mm × 95,5 mm          | 79,5 mm × 95,5 mm          | 79,5 mm × 95,5 mm          | 79,5 mm × 95,5 mm          | 79,5 mm × 95,5 mm              | 79,5 mm × 95,5 mm          | 79,5 mm × 95,5 mm          | 81,0 mm × 95,5 mm          | 81,0 mm × 95,5 mm          |
| Hubraum                                     | 1896 cm³                   | 1896 cm³                   | 1896 cm³                   | 1896 cm³                   | 1896 cm³                       | 1896 cm³                   | 1896 cm³                   | 1968 cm³                   | 1968 cm³                   |
| Verdichtungsverhältnis                      | 19,5:1                     | 19,5:1                     | 19,5:1                     | 18,0:1                     | 18,0:1                         | 19,0:1                     | 18,5:1                     | 18,5:1                     | 18,5:1                     |
| max. Leistung bei min−1                     | 66 kW (90 PS) /4000        | 66 kW (90 PS) /4000        | 81 kW (110 PS) /4150       | 66 kW (90 PS) /4000        | 85 kW (115 PS) /4000           | 96 kW (130 PS) /4000       | 110 kW (150 PS) /4000      | 103 kW (140 PS) (7) /4000  | 103 kW (140 PS) (7) /4000  |
| max. Drehmoment bei min−1                   | 202 Nm /1900               | 210 Nm /1900               | 235 Nm /1900               | 240 Nm /1900               | 310 Nm /1900                   | 310 Nm /1900               | 310 Nm /1900               | 310 Nm /1900–2500          | 310 Nm /1900–2500          |
| Abgasnorm                                   | Euro 2                     | Euro 2                     | Euro 2                     | Euro 3                     | Euro 3 bzw. Euro 4             | Euro 3                     | Euro 3                     | Euro 4                     | Euro 4                     |
| Kraftübertragung                            |                            |                            |                            |                            |                                |                            |                            |                            |                            |
| Antrieb, serienmäßig                        | Vorderradantrieb           | Vorderradantrieb           | Vorderradantrieb           | Vorderradantrieb           | Vorderradantrieb               | Vorderradantrieb           | Vorderradantrieb           | Vorderradantrieb           | Vorderradantrieb           |
| Antrieb, optional                           | –                          | –                          | –                          | –                          | Allradantrieb                  | –                          | –                          | –                          | –                          |
| Getriebe, serienmäßig                       | 5-Gang-Schaltgetriebe      | 5-Gang-Schaltgetriebe      | 5-Gang-Schaltgetriebe      | 6-Gang-Schaltgetriebe      | 6-Gang-Schaltgetriebe          | 6-Gang-Schaltgetriebe      | 6-Gang-Schaltgetriebe      | 6-Gang-Schaltgetriebe      | 6-Gang-Schaltgetriebe      |
| Getriebe, optional                          | –                          | –                          | 4-Stufen-Automatikgetriebe | –                          | 5-Stufen-Automatikgetriebe (8) | –                          | –                          | –                          | –                          |
| Messwerte (9)                               |                            |                            |                            |                            |                                |                            |                            |                            |                            |
| Höchstgeschwindigkeit                       | 160 km/h                   | 160 km/h                   | 172 km/h (169 km/h)        | 164 km/h                   | 181 km/h (177 km/h) [178 km/h] | 188 km/h                   | 199 km/h                   | 192 km/h                   | 195 km/h                   |
| Beschleunigung, 0–100 km/h                  | 19,3 s                     | 19,3 s                     | 16,4 s (19,1 s)            | 17,2 s                     | 13,7 s (15,1 s) [14,7 s]       | 12,8 s                     | 11,9 s                     | 12,2 s                     | 11,9 s                     |
| Kraftstoffverbrauch auf 100 km (kombiniert) | 7,0 l D                    | 6,6 l D                    | 6,5 l D (7,8 l D)          | 6,4 l D                    | 6,3 l D (7,2 l D) [7,1 l D]    | 6,2 l D                    | 6,3 l D                    | 6,6 l D                    | 6,0 l D                    |
| CO2-Emission (kombiniert)                   | 178 g/km                   | 178 g/km                   | 176 g/km (211 g/km)        | 173 g/km                   | 170 g/km (194 g/km) [192 g/km] | 167 g/km                   | 170 g/km                   | 178 g/km                   | 162 g/km                   |

Die Verfügbarkeit der Motoren war von Modell, Ausstattung und Markt abhängig.

## Produktion
Die Modelle VW Sharan und Ford Galaxy wurden auf der IAA 1995 der Öffentlichkeit vorgestellt und ab Mai 1995 (Ford Galaxy) bzw. September 1995 produziert, ab März 1996 auch der Seat Alhambra. Umgangssprachlich werden die drei Modelle häufig auch als SGA bezeichnet.
Im Dezember 1999 verkaufte Ford seine AutoEuropa-Anteile an VW, nachdem man sich entschieden hatte, den Nachfolger des Galaxy im immer stärker werdenden Van-Segment allein zu bauen, um die eigenen Werke besser auszulasten und sich von der Konkurrenz zu unterscheiden. Zuvor hatten sich die Partner über die Größe eines Nachfolgemodells nicht einigen können.

Die Kooperation der VW-Gruppe mit Ford wurde Anfang 2006 beendet, zeitgleich lief bei AutoEuropa der letzte Galaxy vom Band. Die im Mai 2006 eingeführte zweite Generation entwickelte Ford allein. 
Der Nachfolger Sharan II kam im September 2010 in den Handel. Vorgestellt wurde das neue Modell auf dem Genfer Autosalon im März 2010.
Der Sharan war zudem das letzte VW-Modell mit der klassischen Modellvariantenbezeichnung „CL“, „GL“ bzw. „Carat“.

## Fahrzeugkonzept
Wahlweise standen für den Sharan Ottomotoren mit einer Leistung von 85 bis 150 kW (116 bis 204 PS) oder Dieselmotoren mit 66 bis 110 kW (90 bis 150 PS) zur Verfügung.
Wie die meisten Großraumlimousinen hat der Sharan einen variablen Innenraum. Von den bis zu sieben Sitzen können die fünf hinteren mit wenigen Handgriffen umgruppiert oder ganz entfernt werden, wodurch ein ebener Laderaum von etwa 2 m Länge entsteht. Diese Sitze können durch Umlegen der Rückenlehne zu Tischen umfunktioniert werden. Gegen Aufpreis oder in der „Family“-Variante sind auch integrierte Kinder-/Baby-Sitze erhältlich. Hierbei erhält man eine Kleinkind-Sitzerhöhung, indem die Sitzfläche angehoben wird, und in der Rücklehne befindet sich der ausklappbare Babysitz mit Fünfpunktgurt. Beide Sitzvarianten wurden vom ADAC allerdings nur mit „ausreichend“ benotet.
Von Volkswagen wurde der Sharan auch als Stadtlieferwagen angeboten: Dieses Modell hatte je einen Fahrer- und Beifahrersitz, dahinter war ein Trenngitter angebracht. Die Fensterscheiben hinter der A-Säule waren mit Folie in Wagenfarbe abgeklebt. Das Motorenangebot reichte bis hin zum VR6. Optional war der Sharan Stadtlieferwagen auch als Nutzfahrzeug zuzulassen, wobei dann die Aufnahmebohrungen für die hinteren Sicherheitsgurte mit Abreißschrauben versiegelt wurden.
Ein häufig geäußerter Kritikpunkt betrifft die konzeptionelle Verwandtschaft zum Golf und Passat, die auf die kurze zur Verfügung stehende Entwicklungszeit zurückzuführen ist. Sie wird für den starken Verschleiß von Teilen der vorderen Radaufhängung, insbesondere der Koppelstangen, verantwortlich gemacht. In der ersten Serie waren die im Innenraum verarbeiteten Kunststoffe (z. B. Sonnenblenden, Sitzverkleidungen, Tür- und Gepäckraumverkleidungen) wenig haltbar. 
Die drei Modelle Sharan, Galaxy und Alhambra unterscheiden sich nur wenig. Die auffälligsten Abweichungen sind die optisch anders gestalteten Scheinwerfer, Kühlergrills und Rückleuchten sowie Details im Armaturenbrett und den Sitzbezügen. Zudem gibt es Unterschiede bei einem der angebotenen Ottomotoren sowie den zwischen den Ausstattungslinien variierenden Serien- und Zusatzausstattungen.
Sharan/Alhambra und Galaxy vereinen die Design- und Technikwelten zweier Automobilkonzerne in einem Fahrzeug. Auch das Design war eine Kompromisslösung, es erinnerte zum einen stark an den Ford Mondeo I, hatte aber VW-typische Bügeltürklinken und eine an den VW Passat B4 angelehnte Heckpartie. Am Cockpit der Versionen bis 1998 konnte die Designsprache der damaligen Ford-Modelle abgelesen werden, so waren runde Schalter oder dreieckige Lüftungsdüsen damals bei VW eher unüblich. Bei den Sharan-/Galaxy-Modellen kann man erkennen, dass viele Bauteile aus der VW-Entwicklung stammen, da durch die Gleichteilestrategie viele Bauteile auch in anderen VW-Modellen verwendet werden. VW steuerte außerdem die TDI- und VR6-Motoren bei. Der Seitenblinker im Kotflügel von Sharan/Galaxy/Alhambra, der von VW stammt und hier schon in den letzten Golf III-Modellen vorhanden war, findet sich in gleicher Form zum Teil bei Ford Fusion, Fiesta und Focus wieder..

## Chronologie
1995
September: Markteinführung des Sharan mit den Motoren:
2,0 85 kW (115 PS)
2,8 VR6 128 kW (174 PS)
1,9 TDI 66 kW (90 PS)
1996
November: 2,8 VR6 jetzt auch mit Allradantrieb (Syncro).
Dezember: 1,9 TDI jetzt auch mit 81 kW (110 PS).
1997
November: Zusätzlicher Motor: 1,8 T 110 kW (150 PS).
1999
Januar: 1,9 TDI 66 kW (90 PS) jetzt auch mit Pumpe-Düse-System.
2000
Mai: Große Modellpflege. Technische Neuerungen:
- 2,8 VR6 128 kW (174 PS) durch 2,8 V6 150 kW (204 PS) ersetzt.
- 1,9 TDI 81 kW (110 PS) durch 1,9 TDI 85 kW (115 PS) mit Pumpe-Düse-System ersetzt.
- Alle Motoren jetzt serienmäßig mit 6-Gang-Schaltgetriebe.

2001
März: Stärkere Bremsanlage und 16-Zoll-Räder serienmäßig.
2002
Mai: Entfall des Notschlüssels.
November: 1,9 TDI jetzt auch mit 96 kW (130 PS).
2005
Januar: 1,9 TDI jetzt auch mit 110 kW (150 PS).
November: Zusätzlicher Motor: 2,0 TDI 103 kW (140 PS).
2006
April: LPG-Version 2,0 76 kW (103 PS).
2010
September: Einstellung der Produktion und Einführung des Nachfolgers Sharan II.

## Markenimage

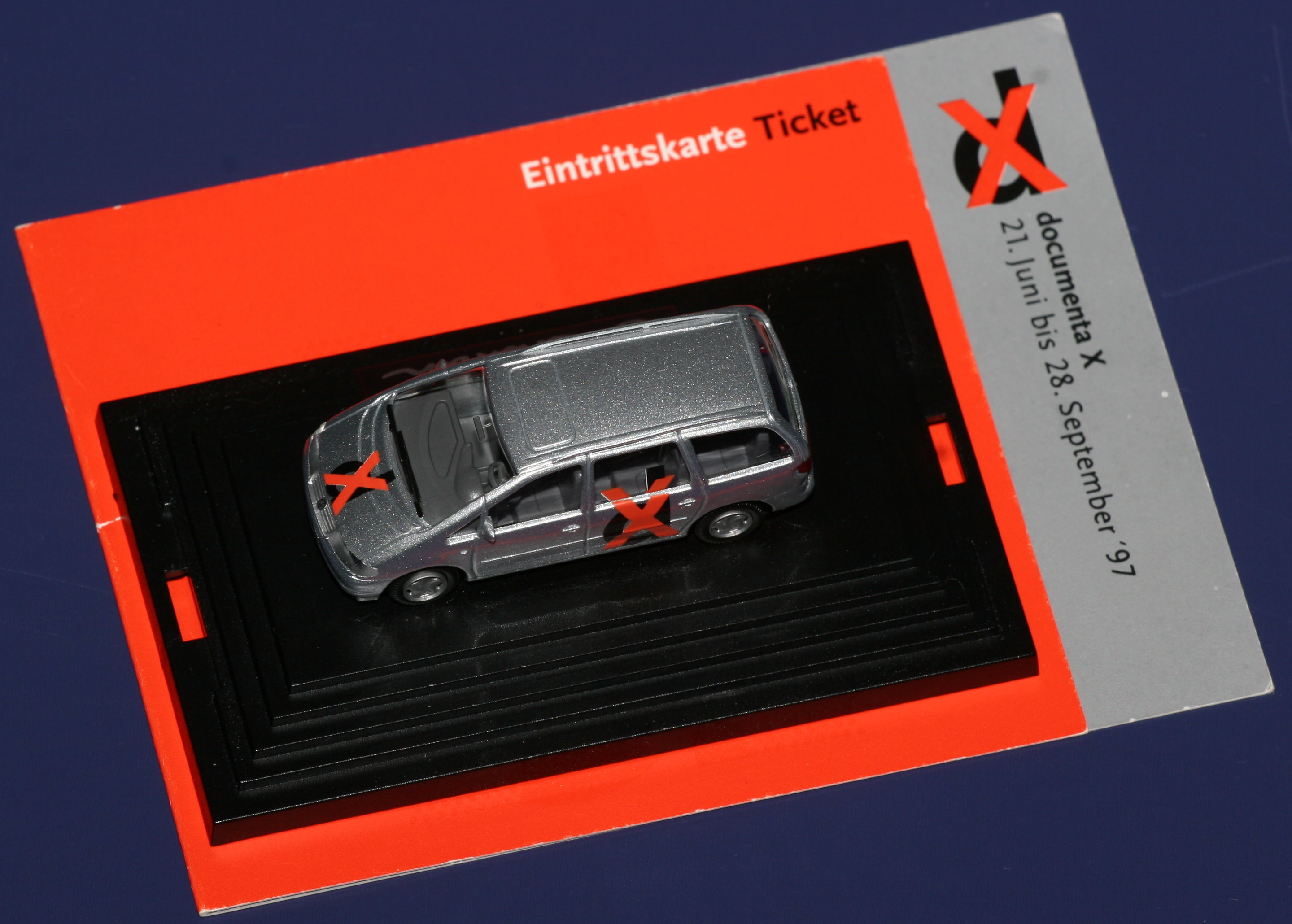
Ein Modell des Sharan auf einem Sponsorenticket von Volkswagen zur documenta X

Die drei Modelle wurden in der Automobilindustrie stark beachtet, weil man an ihnen gut den Wert der Marken ablesen konnte. Bei gleicher Ausstattung war der Sharan etwa 1000 bis 2500 Euro teurer als der damals baugleiche Galaxy und der Alhambra, verkaufte sich aber in Deutschland (anders als im übrigen Europa) dennoch meist besser. Offensichtlich waren die deutschen Käufer bereit, allein für die Marke Volkswagen erhebliche Mehrpreise zu zahlen. In Großbritannien war dies umgekehrt, da dort die Marke Ford einen besseren Ruf genießt als VW.

## Gasversion
Ab 2006 war der Sharan in Verbindung mit dem 2,0-Liter-Ottomotor ab Werk auch mit einer LPG-Gasanlage erhältlich und kann wahlweise mit Gas oder Benzin gefahren werden.